# Grupo de trabajo conjunto IUPAC/IUPAP
El Grupo conjunto de trabajo IUPAC/IUPAP o IUPAC/IUPAP Joint Working Party (JWP) por su denominación en inglés, es un grupo formado periódicamente por la Unión Internacional de Química Pura y Aplicada (IUPAC) y la Unión Internacional de Física Pura y Aplicada (IUPAP) para examinar las reivindicaciones de descubrimiento y denominación de nuevos elementos. A veces se le menciona oficialmente como Joint Working Party on Discovery of Elements. Las recomendaciones de la JWP se votan por la Asamblea General de la IUPAP.
Debido a la controversia sobre la denominación de los elementos que dividió históricamente a los científicos, la IUPAC publicó en 1990 la nueva convención sobre la denominación sistemática de elementos con el que se denominan temporalmente los elementos, y antes de dar un nombre definitivo al presunto nuevo elemento, la IUPAC convoca al grupo de trabajo conjunto que estudiará si el elemento efectivamente fue sintetizado. Una vez que el descubrimiento ha sido confirmado, el grupo convoca a los científicos que publicaron los primeros resultados verificables para que recomienden posibles nombres para el elemento, que siga las siguientes pautas: «los elementos pueden ser nombrados de acuerdo a un concepto mitológico, un mineral, un lugar o país, una propiedad, o en honor a un científico». Además, al nuevo nombre debe añadírsele, para ser consistentes, la terminación -ium (en español, -io). Así, el nuevo nombre es puesto a consideración al público, que tendrá cinco meses para hacer comentarios. Finalmente, luego de finalizar esta etapa, el comité recomienda el nombre al Consejo de la IUPAC, que votará cuándo se hará su aceptación oficial en un evento.